# Sattar Bahlulzade
Sattar Bahlulzade (Bakoe, 15 december 1909 - Moskou, 14 oktober 1974) was een Azerbeidzjaans landschapschilder. Hij werd bekend om zijn eigen stijl, waarmee hij afweek van het door de regering voorgeschreven sociale realisme.

## Biografie
Bahlulzade werd geboren in het dorp Amircan in het gouvernement Bakoe en studeerde van 1927 tot 1931 aan het Nationale Kunstinstituut in de hoofdstad Bakoe. In de twee erop volgende jaren werkte hij samen met Azim Azimzade bij de krant Communist. Op diens advies ging hij in 1933 naar Moskou, waar hij zijn opleiding voortzette op de faculteit voor tekenen van het Instituut voor Schone Kunsten. Hier studeerde hij in het atelier van Vladimir Favorsky. Op advies van Marc Chagall, die zijn werk tijdens een workshop in de Krim had gezien, stapte hij in Moskou over naar de faculteit voor schilderkunst.
Zijn afstudeerwerk ging over de Revolte van Babak. Ondanks dat hij het werk ook exposeerde, kon hij zijn diploma niet verdedigen omdat hij vanwege de uitgebroken Tweede Wereldoorlog in Bakoe moest blijven. Na de oorlog kreeg hij verschillende uitnodigingen om dit in Moskou alsnog te doen, waarop hij echter niet inging omdat hij vond dat iemand geen diploma nodig heeft om zijn waarde te bewijzen.
Hij is bekend geworden vanwege zijn bijzondere manier van het schilderen van landschappen, waarbij hij zich afscheidde van het sociaal realisme dat de regering kunstenaars voorschreef. Tijdens een expositie in het kunstmuseum van Bakoe gaf een organisatielid hem de reactie dat hij natuur verkeerd had geïnterpreteerd en zijn werk verder moest afmaken. Bahlulzade reageerde hierop: "Jullie soort mensen schildert landschappen zonder ook maar jullie ateliers uit te komen. Ik denk dat jullie zelf niet eens weten hoe natuur eruitziet." Vervolgens gaf hij een trap tegen zijn schilderij en verliet hij de ruimte.

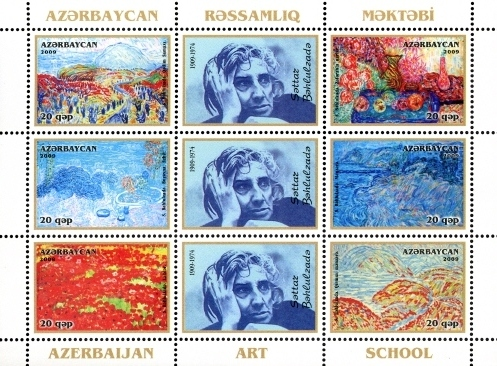
Zijn werk op Azerbeidzjaanse postzegels

Zijn landschapsschilderingen verwijderden zich steeds verder van het realisme naar een steeds meer surrealistische stijl, waarbij het voor hem van belang was welk gevoel ze bij hem losmaakten. Sommige van zijn werken doen denken aan foto's die vanuit de ruimte van de aarde zijn gemaakt. De inspiratie voor zijn werk deed hij op tijdens zijn veelvuldige reizen door het Azerbeidzjaanse landschap.
Hij werd meermaals onderscheiden voor zijn werk, maar toen hem in 1972 de Staatsprijs werd toegekend, weigerde hij die en stuurde hij het geld terug. Tegen de achtergrond speelde zijn weerzin tegen de problemen waar kunstenaars in Azerbeidzjan tegenaan liepen en zijn onsuccesvolle pogingen om hierover met de secretaris van de Communistische Partij te spreken. Pas toen hij dreigde naar Georgië te verhuizen, ging de secretaris een gesprek met hem aan. Een verhuizing naar een andere deelrepubliek zou een schande voor Azerbeidzjan hebben betekend.
In 1973 werd hij ernstig ziek en in 1974 overleed hij. Hij werd niet begraven op de Boulevard van de Geëerden, maar op zijn wens op de begraafplaats van zijn geboortedorp Amircan. Het monument op het graf is gemaakt door Omar Eldarov en vertoont een buste van Bahlulzade met twee lijsten in zijn handen.
In Bakoe zijn een Cultureel huis en een straat naar hem vernoemd. Zijn werk wordt op exposities wereldwijd vertoond.
- Bibliothèque nationale de France: cb161936263 (data)
- Gemeinsame Normdatei: 119254263
- International Standard Name Identifier: 0000 0000 4246 9895
- Library of Congress Control Number: no93011139
- Nationale Bibliotheek van Tsjechië: jo2012695379
- Nationale Bibliotheek van Israël: 987011065523505171
- Nederlandse Thesaurus van Auteursnamen: 183049683
- Virtual International Authority File: 3276702
- WorldCat: E39PBJhdbH3c9YHdm8QJYCVBfq